# 이용균 (1963년)
이용균(李鎔均, 1963년 12월 18일~ )은 대한민국에 외교관이자 공무원으로, 현 울산광역시교육청 부교육감이다. 또 2022년 12월 8일부터는 울산광역시교육감 권한대행을 맡고 있다.

## 생애
1963년 12월 18일, 충청북도 충주시에서 태어났다. 이후 충주고,성균관대,숭실대를 졸업했다.
5급 공무원 시험에 합격 후 울산광역시교육청 부교육감으로 근무하다가 2022년 12월 8일, 갑작스럽게 노옥희 교육감이 임기 중 별세하여 교육감 권한대행을 맡고 있다.

## 학력
- 충주고등학교 졸업
- 성균관대학교 행정학 학사
- 성균관대학교 대학원 교육학 석사
- 플로리다 대학교 컴퓨터교육 석사
- 숭실대학교 평생교육학 박사

## 경력
- 제31회 행정고시 합격
- 충청북도교육청 행정관리담당관
- 교육부 조사통계과, 산업교육정책과 파견근무
- 주러시아 대한민국 대사관 1등서기관
- 교육부 평생학습국 전문대학정책과장
- 교육부 평생학습국 학자금정책팀장
- 교육부 평생학습국 대학재정복지팀장
- 교육부 인재정책실 진로취업지원과장
- 외교부 세종연구소 연구위원
- 미래계획위원회 위원
- 목포해양대학교 총무과장
- 목포해양대학교 사무국장
- 서울과학기술대학교 사무국장
- 제주대학교 사무국장
- 한국교원대학교 사무국장
- 대전광역시교육청 부교육감
- 2019.01 ~ 2022.12 울산광역시교육청 부교육감
- 2022.12 ~ 2022.12 울산광역시교육감 권한대행